# Operation Tirpitz
Operation Tirpitz (engelska: Above Us the Waves) är en brittisk krigsfilm från 1955 i regi av Ralph Thomas.

## Handling
Filmen är en dramatisering av Royal Navys Operation Source med målet att sänka det tyska slagskeppet Tirpitz i Altafjorden under andra världskriget.

## Rollista i urval
- John Mills - kommendörkapten Fraser
- John Gregson - kapten Alec Duffy
- Donald Sinden - kapten Tom Corbett
- James Robertson Justice - amiral Ryder
- Michael Medwin - Smart
- James Kenney - Abercrombie
- O.E. Hasse - kaptenen på Tirpitz
- William Russell - Ramsey
- Harry Towb - McCleery
- Cyril Chamberlain - fanjunkare Chubb
- Anthony Wager - George
- Lyndon Brook - dyknavigatör
- Thomas Heathcote - Hutchins
- Anthony Newley - maskinist
- John Horsley - kapten Anderson
- Walter Gotell - tysk officer på Tirpitz
- Theodore Bikel - tysk officer